# Leszek Kasprzyk
Leszek Michał Kasprzyk (ur. 28 lutego 1925 w Kowlu, zm. 24 września 2018 w Warszawie) – polski ekonomista, badacz stosunków międzynarodowych, profesor nauk ekonomicznych (1978). 

## Życiorys
Ukończył studia na Wydziale Konsularnym Akademii Handlowej w Krakowie oraz Szkołę Nauk Politycznych na Uniwersytecie Jagiellońskim (1949). Od 1950 należał do Polskiej Zjednoczonej Partii Robotniczej. Pełnił m.in. funkcję członka Komitetu Uczelnianego PZPR WSE w Krakowie. W 1958 uzyskał stopień naukowy doktora nauk ekonomicznych, a w 1962 habilitował się. Od 1978 profesor. W 1994 został doktorem honoris causa Akademii Ekonomicznej w Krakowie. 
Od 1972 do 1974 pełnił funkcję podsekretarza stanu w Ministerstwie Nauki, Szkolnictwa Wyższego i Techniki. Był nauczycielem akademickim w Prywatnej Wyższej Szkole Nauk Społecznych, Komputerowych i Medycznych w Warszawie.
Jego zainteresowania badawcze obejmowały ekonomiczne aspekty stosunków międzynarodowych. Wypromował co najmniej dziesięcioro doktorów, m.in. Sylwestra Gardockiego. 
Odznaczony m.in. Krzyżem Kawalerskim Orderu Odrodzenia Polski, Złotym Krzyżem Zasługi, Medalem 10-lecia Polski Ludowej i Medalem 30-lecia Polski Ludowej.
Autor popularnego podręcznika akademickiego Wprowadzenie do filozofii napisanego wraz z Adamem Węgrzeckim.

## Wybrane publikacje
- Wprowadzenie do filozofii, Warszawa 1970 (współaut. Adam Węgrzecki)
- Instytucjonalizacja międzynarodowej współpracy gospodarczej, Wydawnictwa UW, Warszawa 2004.
- Międzynarodowy Fundusz Walutowy, Wydawnictwa UW, Warszawa 2004.
- Skutki przystąpienia Polski do Unii Celnej, Wydawnictwa UW, Warszawa 2004.